# Phosphorite
 (juillet 2025).
Si vous disposez d'ouvrages ou d'articles de référence ou si vous connaissez des sites web de qualité traitant du thème abordé ici, merci de compléter l'article en donnant les références utiles à sa vérifiabilité et en les liant à la section « Notes et références ».

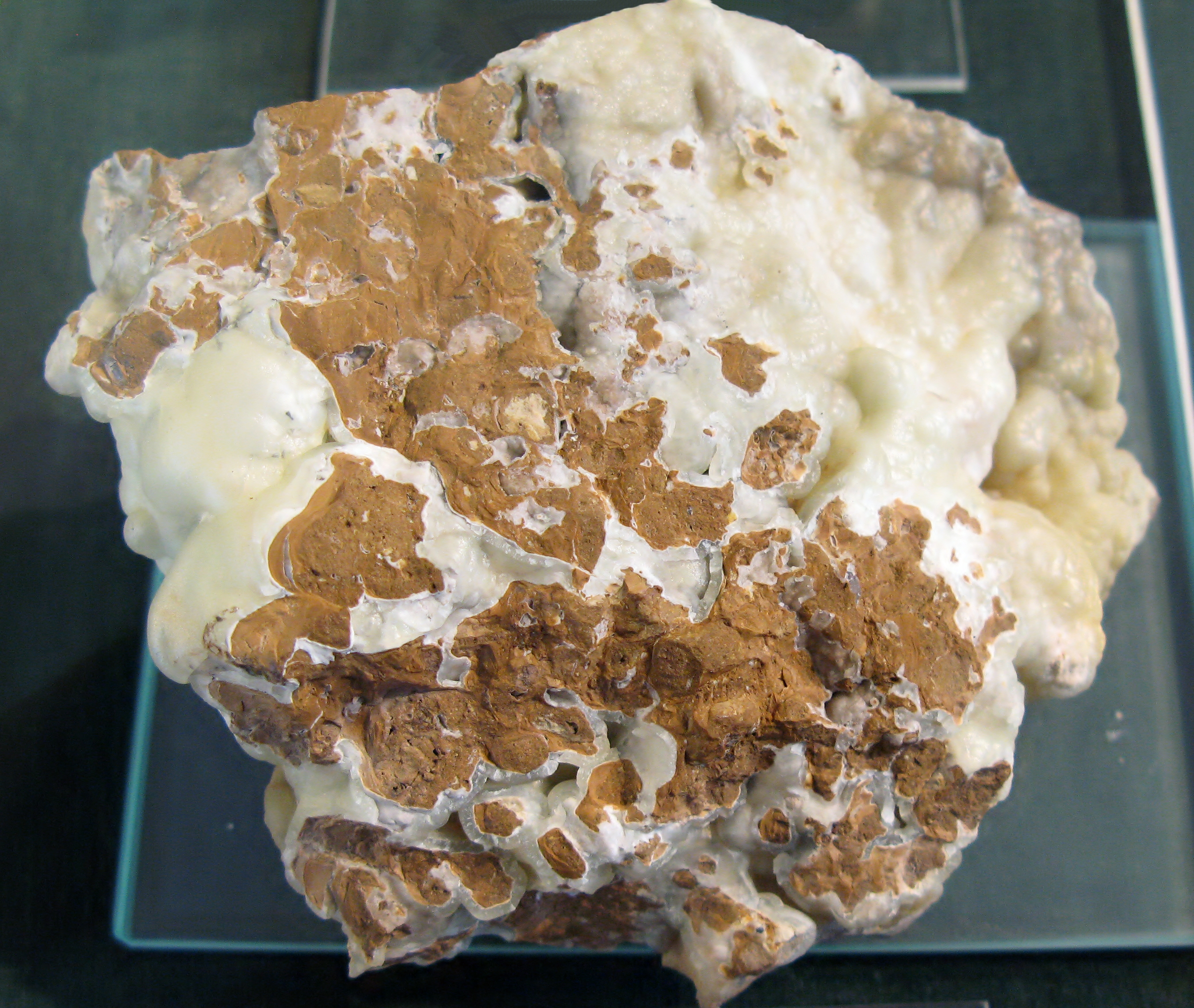
Phosphorite, Staffel Lahngebiet, Allemagne,.

La phosphorite est à la fois un minéral de formule 3 Ca3(PO4)2, Ca(OH,F,Cl)2, ainsi qu'une roche phosphatée d'origine détritique dont le minéral est le principal constituant.

## Découverte
La phosphorite a été décrite en 1794 par le minéralogiste irlandais Richard Kirwan dont le nom a parfois été associé à celui de la roche.

## Composition chimique
La phosphorite, forme minérale contenant du phosphate tricalcique, Ca3(PO4)2, peut être considérée comme une variété d'apatite dont la formule générale Ca5(PO4)3(OH,Cl,F), une fois multipliée par deux, Ca10(PO4)6(OH,Cl,F)2 équivaut à Ca9(PO4)6 (ou 3 Ca3(PO4)2) simplement suivie par Ca(OH,Cl,F)2. Ces formules d'apparence différente, mais de rapport de composition stœchiométrique identique sont équivalentes et peuvent être utilisées de façon interchangeable bien que la formule Ca5(PO4)3(OH,Cl,F) soit probablement la plus répandue. Ces formules indiquent simplement que la structure cristalline du phosphate tricalcique est modifiée par la présence d'anions monovalents dans le réseau cristallin. Le phosphate tricalcique est un solide incolore uniquement soluble dans les solutions d'acide fort, même à l'état dilué, donc fortement dissocié, comme l'acide chlorhydrique ou l'acide nitrique. C'est un composant essentiel des os et de l'émail dentaire des mammifères.

## Une roche phosphatée transformée en milieu continental
La phosphorite est une roche phosphatée qui n'a pas une origine marine directe, c'est-à-dire une roche sédimentaire et détritique des cavités karstiques, reconnaissable à un encroûtement de ciment compact, de couleur blanche à jaune. En France, il s'en est notamment formé  dans les causses du Quercy dans le Lot et le causse de Caylus dans le Tarn-et-Garonne. L'ancienne région du Quercy plus généralement concernée correspond surtout à l'actuel département du Lot, à la moitié nord du département de Tarn-et-Garonne et à quelques communes de l'Aveyron au sud.
L'élément phosphore peut également provenir directement de l'apatite (chloro-fluoro-phosphate de calcium) présente dans les roches magmatiques.

### Origine des phosphorites du Quercy

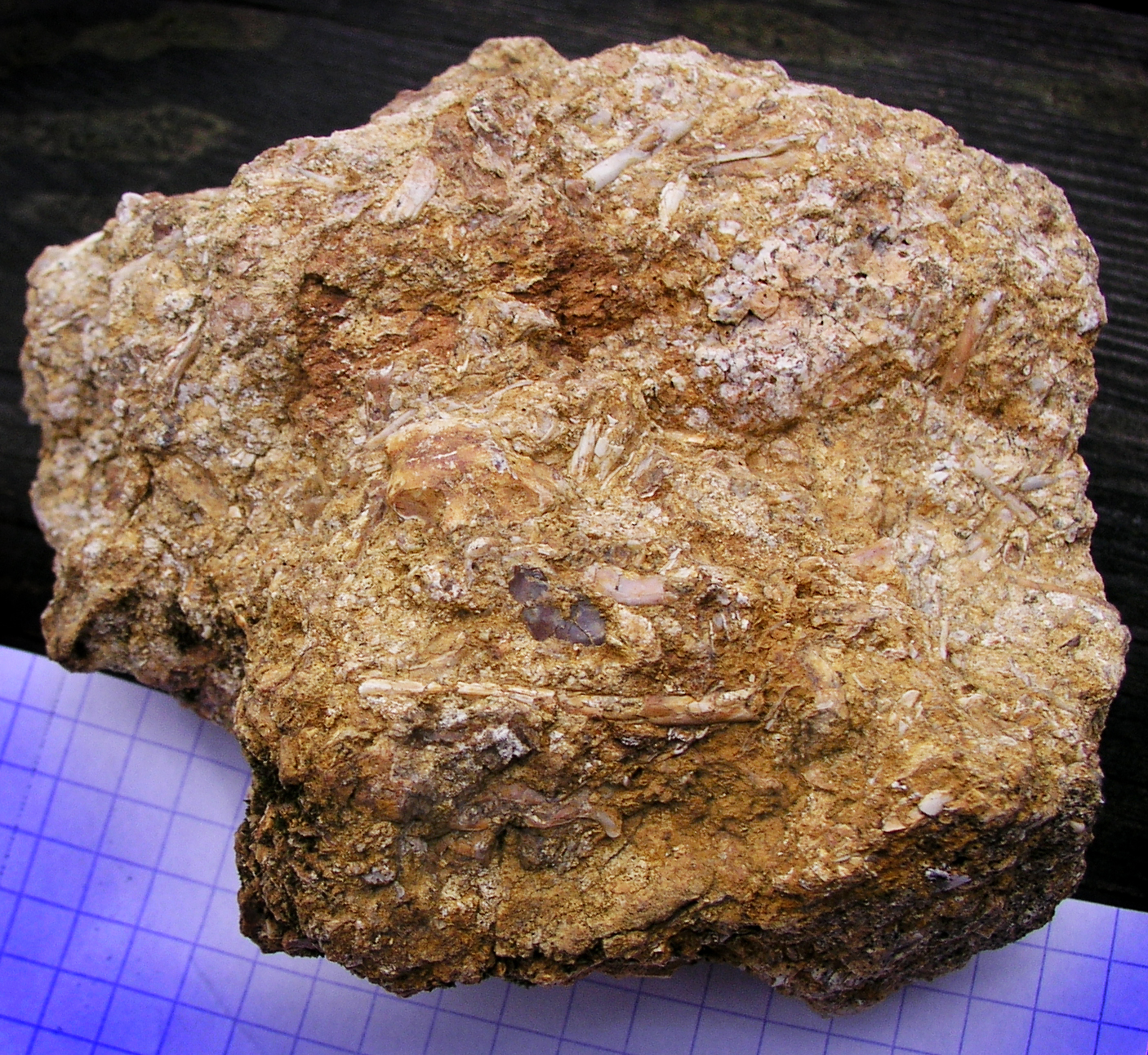
Ossements fossiles de chauves-souris provenant des gisements de phosphates du Quercy.

Exemples typiques, les phosphorites du Quercy sont principalement des concrétions microcristallines qui se sont accumulées durant l'Ère Tertiaire dans des poches de dissolution (fontis) caractéristiques du karst des formations calcaires du Jurassique, comme celles des causses du Quercy. Dégradées et bénéficiant d'un apport de matière phosphorée plus récent, elles prennent l'aspect de brèches ossifères. Cette roche contient une phase phosphatée importante provenant de diverses origines. Les concentrations en phosphate découvertes au sein des dépôts accumulés au fond de cavités d'effondrement ouvertes (aven) sont le résultat de lents processus karstiques et géochimiques de dissolution du calcaire suivis du piégeage et d'enrichissement en phosphates dans les argiles sidérolithiques résiduelles (argiles rouges de décalcification). Cependant, comme les concrétions minérales de phosphorite contiennent parfois aussi des incrustations d'ossements animaux, eux aussi riches en phosphate, la recherche de leur origine exacte a été la source de nombreux débats. Les processus géochimiques impliquent des phénomènes d'altération superficielle de la roche calcaire pouvant contenir des phosphates (comme c'est le cas notamment de la craie phosphatée en Belgique), de remaniement et de transport d'éléments détritiques (argiles), de mobilisation (dissolution) puis de piégeage par sorption sur les argiles ou précipitation des phosphates présents en solution[réf. nécessaire]. Vient s'y superposer souvent une source secondaire de phosphates d'origine animale provenant d'ossements de grands mammifères (équidés, bovins, ovins…) tombés dans les avens des karsts depuis les temps reculés de la préhistoire et même des squelettes ou du guano de chauves-souris. Ces matériaux d'origine animale accumulés au fil des temps préhistoriques sont aussi exposés à la circulation des phosphates lessivés et finissent par s'incruster dans des concrétions[réf. nécessaire]. Les os et les excréments, voire même des coprolithes, d'animaux peuvent ainsi contribuer à un certain apport secondaire, mais minime, en phosphate de calcium. Certains faciès contenant des débris osseux épigénisés ou des pisolithes sont parfois observables dans le ciment minéral de certains encroûtements.

### Phosphatières du Quercy

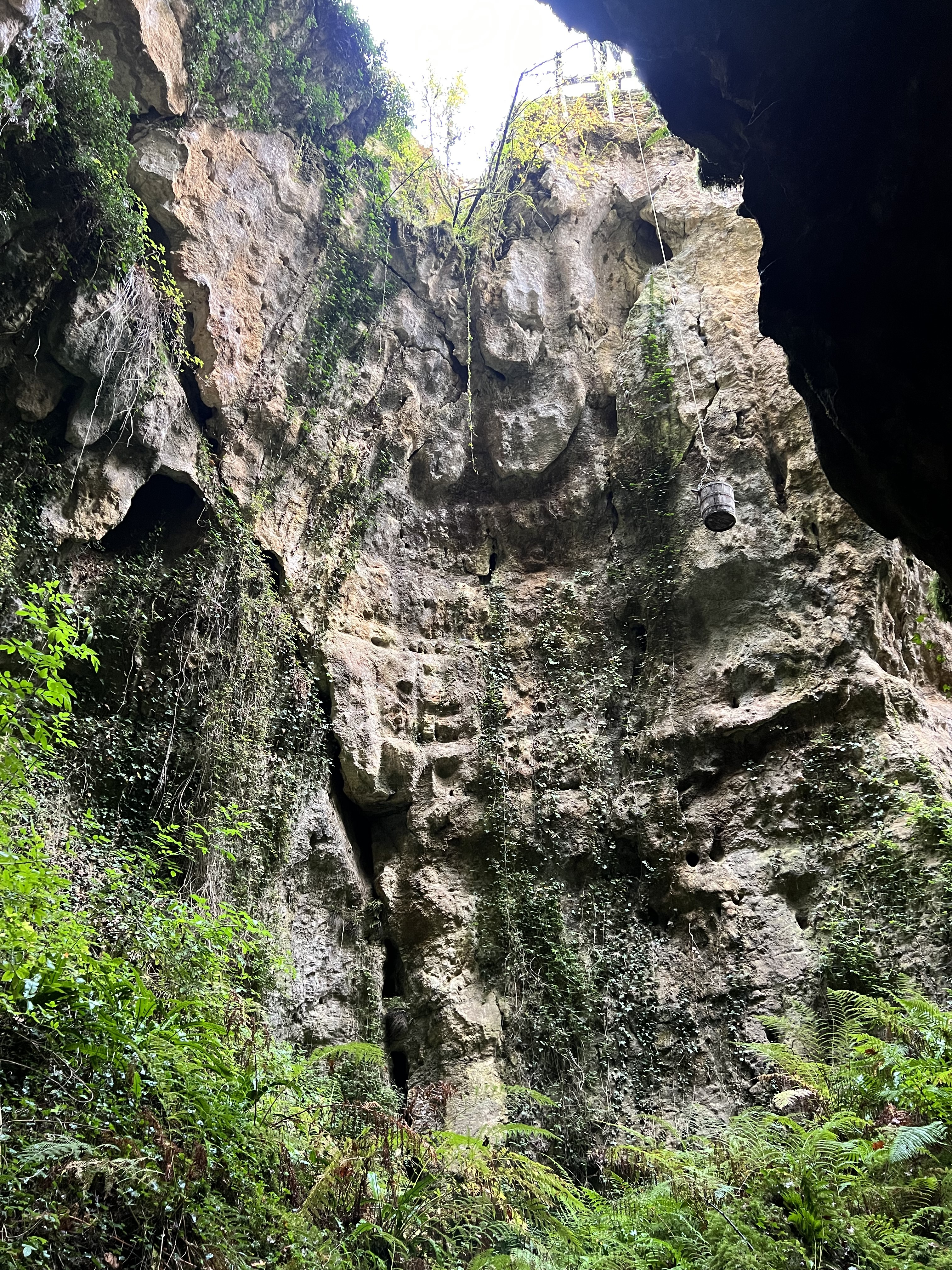
Aven de la phosphatière du Cloup d'Aural vu du bas

Dans le département du Lot, la région quercynoise plus au nord, la phosphatière du Cloup d'Aural est une ancienne exploitation à ciel ouvert, dans un aven, de roche phosphatée. Elle est située sur le territoire de la commune de Bach.
Dans le département de Tarn-et-Garonne, située au sud du Quercy, d'autres phosphatières ont été anciennement exploitées. Les gisements de phosphate de chaux exploités entre 1870 et 1914, principalement dans les cantons de Caylus, de  Caussade et de Saint-Antonin possèdent quatre types de dépôts de phosphorites, souvent en masse concrétionnée, parfois en masse compacte dite ostéotite :
1. des formes mamelonnées, ou botryoïdales (en grappes de raisin), à couches incurvées concentriques, très semblables à du travertin provenant de sources incrustantes.
2. des albâtres calcaires ou onyx.
3. des couches très fines, à faciès analogue à celui de l'agate.
4. des amas condensés, comme les rognons de Caylus.

## Èvolution géochimique et assemblages de minéraux secondaires

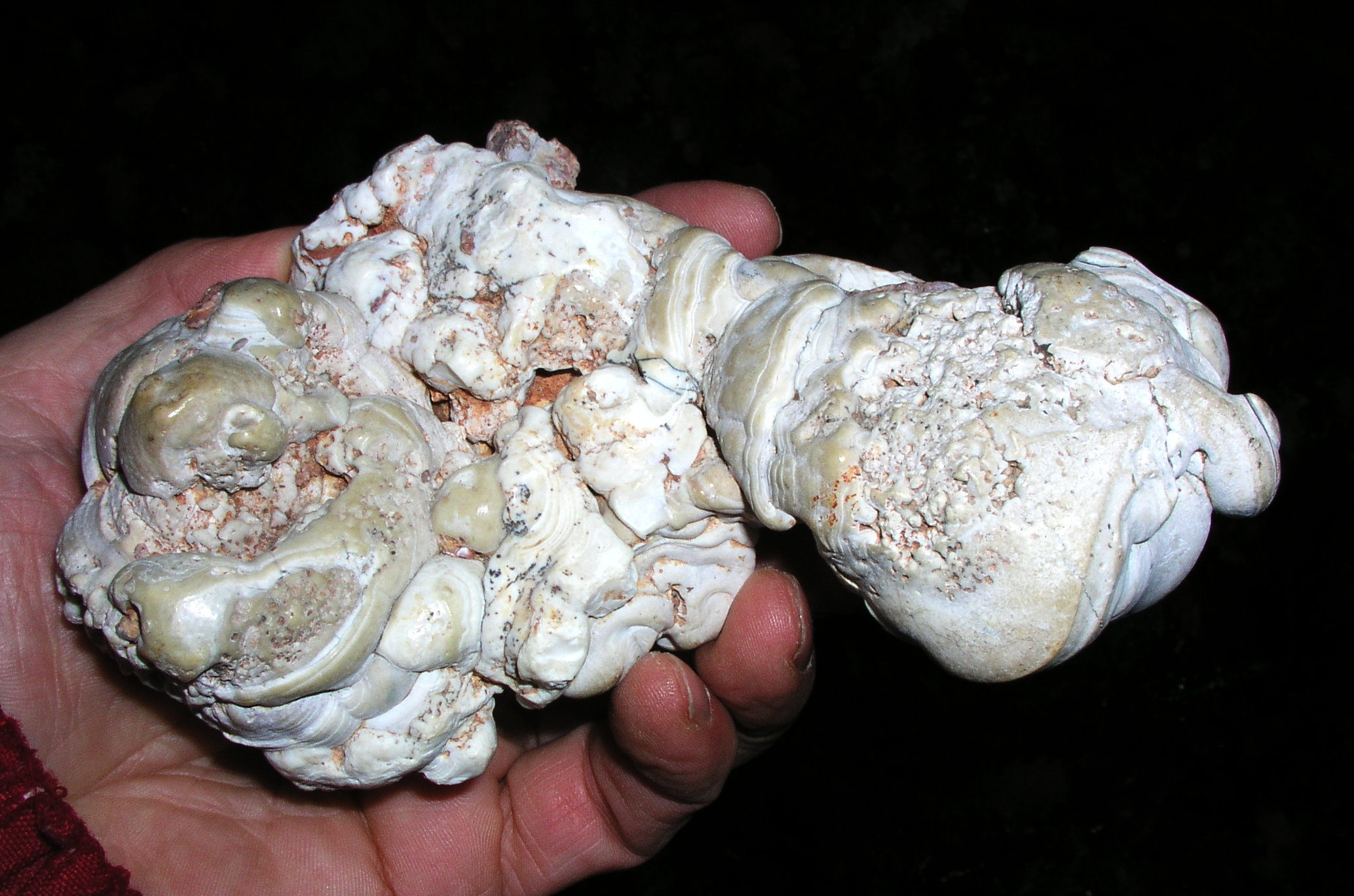
Nodule provenant des gisements de phosphates du Quercy.

Cette roche à forte teneur en phosphate tricalcique contient parfois des argiles, en particulier de l'argile smectite gonflante avec de la montmorillonite provenant de la dissolution des calcaires et des concrétions d'oxyde de fer et de manganèse, ainsi qu'un peu de silice, de calcite et de dolomie, de glauconie. Les phosphorites des Causses en France, datant de l'Éocène supérieur (Priabonien, 37 à 34 millions d’années) ou Oligocène (34 à 23 millions d'années), sont associées à des dépôts sidérolithiques. L'âge ancien de ces dépôts et leur évolution géochimique indiquent que les processus chimiques inorganiques de dissolution et d'accumulation (sorption/précipitation) des phosphates sont prépondérants vis-à-vis de l'apport organique des ossements d'animaux parfois aussi trouvés au fond des avens.

## Usages
La roche broyée peut être utilisée directement comme engrais. Aujourd'hui, elle est plus souvent transformée après traitement industriel à l'acide sulfurique qui libère le superphosphate, un mélange de phosphate monocalcique plus soluble et de sulfate de calcium. Autrefois, en Quercy, la roche des karsts jurassiques à haute teneur en P2O5 facilement assimilable était utilisée directement comme engrais.
La phosphorite représente aussi une source de phosphate pour la fabrication du verre, de l'émail et de la porcelaine, ainsi que pour le raffinage du sucre et nombre d'autres usages encore.